# Barcombe
Barcombe ist ein Dorf und eine Verwaltungseinheit (Civil Parish) in East Sussex, 6,4 km (4–5 miles) nördlich von Lewes, und gehört zum Lewes District. Zur Verwaltungseinheit gehören Barcombe selbst (als ältere Ansiedlung) und Barcombe Cross, das größere der beiden Dörfer und gegenwärtig das Zentrum mit verschiedenen Einrichtungen und Dienstleistungsbetrieben. Während einer Pestepidemie hatten sich die Einwohner von Barcombe nach Barcombe Cross geflüchtet und dabei die Ansiedlung gegründet. Außerdem gehört noch das Gebiet von Barcombe Mills an der Ouse dazu, sowie die Siedlungen Spithurst im Nordosten und Town Littleworth im Nordwesten.
Barcombe Cross wird sowohl Lokal als auch im Verzeichnis der Royal Mail als Barcombe verzeichnet. Nur auf Karten erscheint der volle Name.
Barcombe war durch die Barcombe Mills bekannt. Ein alter Mühlen-Komplex an der Ouse war ein beliebtes Ausflugsziel für Wochenendausflüge bis zum Zweiten Weltkrieg, als die Mühlen abbrannten.
Barcombe erscheint im Domesday Book als "Berchamp", ein Hinweis auf den Gersteanbau im Gebiet. Man hat auch Überreste einer römischen Villa und ein älteres Roundhouse am selben Platz aus der Eisenzeit.
Die Barcombe parish church ist eine Marienkirche im alten Dorf. Barcombe ist Sitz des Bevern Trust und dessen Altenheims Bevern View.

## Verwaltung
Barcombe ist Teil des Wahlbezirkes (electoral ward) Barcombe and Hamsey. Dessen Einwohnerzahl betrug 2011 2.105 Personen.

## Verkehr
Die A26 zwischen Lewes und Uckfield verläuft südöstlich des Dorfes. Man erreicht sie über die Barcombe Mills Road. Die A275verläuft nördlich des Dorfes und stellt die Verbindung nach Lewes und Haywards Heath her.
Ehedem verliefen zwei Eisenbahnlinien durch den Ort: Von Lewes und Uckfield wurde 1868 eine Strecke gebaut. Eine weitere Strecke kam von East Grinstead. Diese Strecke gehört nun teilweise zur Bluebell Railway. Barcombe hatte deshalb zwei Bahnstationen Barcombe an der East Grinstead line und Barcombe Mills an der Uckfield line. Barcombe wurde am 28. Mai 1955 geschlossen, während Barcombe Mills noch bis zum 4. Mai 1969 betrieben wurde. Ein Teil der Strecke ist heute ein Fahrradweg. Die nächste Bahnstation liegt heute in Cooksbridge, etwa 4 km (2½ miles) entfernt.
Es gibt viele bridleways, die das Dorf mit Lewes, Isfield, Newick und anderen verbinden. Der Sussex Ouse Valley Way verläuft durch Barcombe Mills nach Süden.

## Kultur & Freizeitmöglichkeiten
Das Barcombe Bonfire wird jährlich abgehalten, zwei Wochen nach dem Feuer in Lewes. Dazu wird ein Feuerwerk und eine Kinderprozession veranstaltet.
Es gibt einen Teich, in dem Angeln möglich ist: Cornwell's Reservoir der vom Lewes Angling Club verwaltet wird. Im Barcombe Reservoir ist Angeln seit einigen Jahren nicht mehr erlaubt.

## Persönlichkeiten
- Bernard Holden, ein Veteran des Burmafeldzugs und  Präsident der Bluebell Railway sowie Gründer der Standard gauge railway preservation wurde 1908 in Barcombe geboren.
- Richard Tol (* 1969), Klimaforscher lebt seit 2012 in Barcombe.